# Root (Person of Interest)
Samantha Groves, meglio nota con lo pseudonimo Root, è un personaggio immaginario, ideato da Jonathan Nolan, protagonista della serie tv Person of Interest. È interpretata da Amy Acker, e doppiata da Ilaria Latini nell'adattamento in lingua italiana della serie.
All'inizio della serie, Root è una misteriosa hacker e assassina, reduce da esperienze traumatiche vissute in gioventù che ne hanno minato la stabilità mentale. La donna è, inoltre, ossessionata dalla Macchina, l'intelligenza artificiale (IA) costruita da Harold Finch, al punto da venerarla come se fosse una divinità e desiderare di renderla libera dal controllo del governo degli Stati Uniti. Col passare del tempo, tuttavia, il personaggio subisce un'evoluzione in positivo. Root, infatti, riacquisisce sotto l'influenza della Macchina un buon equilibrio psicologico e diventa uno dei membri della squadra di Finch con il ruolo di Interfaccia Analogica dell'IA alla quale è devota. La donna, inoltre, sviluppa un interesse amoroso per la Risorsa Primaria Sameen Shaw.
Il soprannome del personaggio, "Root" per l'appunto, è il termine con cui, nei sistemi operativi Unix e Unix-like, viene indicato il nome utente predefinito dell'amministratore di sistema.

## Biografia del personaggio

### Antefatti
Samantha Groves nasce a Bishop, in Texas (Stati Uniti d'America), fra il 1978 e il 1979. Fin dai primi anni di vita la bambina dimostra di avere un carattere solitario e la gente del suo paesino la considera strana in quanto trova più interesse nei computer che nelle persone. Le uniche figure alle quali risulta legata sono la madre, che la cresce da sola malgrado abbia degli imprecisati problemi di salute, e Hanna Frey, la sua migliore amica. Non si ha alcuna notizia né del padre di Samantha né di altri parenti.
Nel pomeriggio del 15 aprile 1991, la dodicenne Samantha e Hanna si trovano nella biblioteca locale. Mentre Samantha cerca un libro, Hanna gioca senza successo al videogioco The Oregon Trail, fino a quando arriva l'orario di chiusura dell'edificio. Hanna va via e Samantha si siede davanti al computer, finisce il gioco con estrema facilità e registra il suo record col nome "ROOT". Subito dopo Samantha lascia la struttura e vede Hanna entrare in un'automobile che appartiene a Trent Russell, un uomo del posto che è anche un membro del club del libro associato alla biblioteca. Da quel momento Hanna sparisce nel nulla. Avendo riconosciuto l'auto di Russell, Samantha rivela in seguito alla bibliotecaria Barbara Tomkins che ritiene l'uomo responsabile della scomparsa dell'amica. La donna, tuttavia, essendo innamorata di Trent, si rifiuta di credere alla bambina e la rimprovera per aver accusato l'uomo insultandola aspramente. Oltre a parlare con la Tomkins, Samantha fa una chiamata anonima alle forze dell'ordine nella quale descrive la scena del rapimento di Hanna e indica la targa dell'auto di Russell. Uno dei numeri riportati, tuttavia, viene trascritto erroneamente dall'operatore telefonico e le indagini non portano ad alcun risultato. Trent rimane così impunito, e la bambina, sconvolta da questo fatto, comincia a meditare vendetta e a sviluppare un disprezzo patologico nei confronti dell'umanità.
Due anni dopo la sparizione di Hanna, Root entra nel conto bancario di Jose Barea, un signore della droga, e gli ruba 100 000 dollari, incastrando Russell per la rapina e facendolo così uccidere da Barea. Regolati i conti con l'uomo che ha rovinato la vita della sua migliore amica, la giovane criminale continua a vivere a Bishop fino alla morte di sua madre, avvenuta intorno al 2002, dopodiché lascia il Texas e riappare in un momento imprecisato a New York, lavorando come hacker e assassina mercenaria.
Ulteriori informazioni su Root risalgono al 2009, quando viene assoldata da un uomo d'affari per uccidere i tre fondatori di una prospera organizzazione benefica. Il 4 aprile la donna ammazza due degli obiettivi, mentre il terzo, un certo Cyrus Wells, scampa alla morte dopo dieci settimane di terapia intensiva. Sempre nello stesso anno ella lancia, per motivi ignoti, un potente assalto al sistema informatico dell'FBI, per mezzo di un malware di tipo trojan, e salva la vita, dietro compenso, allo hacker Bela Durchenko, voluto morto dai servizi segreti russi (FSB) dopo aver derubato un cleptocrate locale.

### Prima stagione
Root compare per la prima volta nella serie nel tredicesimo episodio della prima stagione, intitolato Il sistema violato e ambientato nel 2012. In questa circostanza, la donna uccide il parlamentare Michael Delancey per conto del manager Pete Matheson, e tenta di incastrare per l'omicidio il signor Scott Powell, uno dei "numeri irrilevanti" sorvegliati da Harold Finch e John Reese. Root colpisce con un attacco informatico uno dei computer di Finch e scopre in questo modo l'esistenza della Macchina e l'identità dell'uomo, ma Harold e John fanno fallire il piano di Root, salvando Powell anche dal tentativo della hacker di eliminarlo. Successivamente, la donna ammazza Matheson, simulando un suicidio da parte dell'affarista, per nascondere il proprio coinvolgimento nella vicenda e contatta Finch tramite Internet Relay Chat chiamandolo per nome. Dopo di ciò, ella scompare per alcuni mesi.
In questo lasso di tempo, Root sviluppa un piano per trovarsi faccia a faccia con Harold e per accedere all'IA. La hacker assume l'identità di Caroline Turing, una psicologa, e mette una "taglia" su se stessa contattando anonimamente la Human Resources (HR, l'organizzazione criminale costituita dai poliziotti corrotti di New York). Poco dopo, La Macchina invia il numero di previdenza sociale della Turing a Finch, rendendola una "persona d'interesse". Root viene aggredita da alcuni sicari dell'HR, ma Reese la salva e l'aiuta a scappare dell'albergo nella quale lei e John si erano rifugiati. Mentre Reese è ancora impegnato a combattere contro la polizia deviata, la hacker si reca Finch al porto, dove egli la stava aspettando per portarla al sicuro. Giunta al luogo dell'appuntamento, la hacker uccide Alicia Corwin (la viceassistente del Presidente per gli affari di sicurezza nazionale degli Stati Uniti), la quale stava minacciando Harold per costringerlo ad aiutarlo a distruggere l'IA. A quel punto, Root rivela la sua vera identità e rapisce Finch.

### Seconda stagione
Root porta Finch via da New York e, conversando con lui, gli illustra la sua visione misantropa degli esseri umani, che ella definisce "cattivi codici" generati dal Caso e privi di alcuno scopo. Al contrario, per la donna, La Macchina è un essere perfetto e divino. La hacker spiega inoltre a Harold che il suo desiderio non è quello di controllare l'IA, come Finch crede inizialmente, ma di renderla libera dalla gestione corrotta del governo, e che egli dovrà, volente o nolente, aiutarla ad accedere a essa. Contemporaneamente, i due, arrivati nel Maryland, si introducono nella casa dell'amante di Denton Weeks, il diretto superiore di Alicia Corwin. Successivamente, una volta attirato Weeks nell'appartamento, Root lo lega e lo tortura per estorcergli informazioni su dove si trovi l'hardware della Macchina. Dopo che Denton le rivela i pochi indizi che sa al riguardo, Root lo uccide sparandogli al petto e porta via con sé Harold, il quale riesce a mandare un messaggio a Reese sulla loro destinazione, Washington, D.C.. Nel frattempo John, il quale ha chiesto aiuto alla Macchina per rintracciare Finch, indaga con Joss Carter sull'ultimo numero fornito dalla IA, quello di Hannah Frey, e trova il luogo dove è stato seppellito il cadavere della bambina, nonché le prove della colpevolezza di Trent Russell nella sua morte. Nella capitale americana, Reese raggiunge Root e Finch in una stazione ferroviaria e salva il collega, ma non riesce a evitare la conseguente fuga della donna. Più tardi, Root chiama Reese per ringraziarlo per aver risolto il mistero della scomparsa di Hanna e gli dice che si metterà ancora in contatto con Harold in futuro. Detto questo, ella sparisce nuovamente.
Diversi mesi dopo, Root riappare ancora a Washington nelle vesti della nuova segretaria del Consigliere Speciale degli Stati Uniti (il principale funzionario politico incaricato di supervisionare La Macchina), usando a tal scopo l'alias "Miss May". Intercettando le telefonate del Consigliere, ella può così monitorare le attività dell'Intelligence Support Activity (ISA), l'agenzia governativa che gestisce i "numeri rilevanti" dell'IA. Quando Sameen Shaw, ex spia dell'ISA intenzionata a scoprire il motivo per cui l'agenzia stessa la vuole morta, organizza un incontro in un albergo della capitale con Veronica Sinclair, il contatto al CIA del suo defunto partner Michael Cole, al suo posto trova Root. Fingendo di essere Veronica, la hacker parla con Shaw per estorcerle informazioni. Quando Sameen capisce che la donna con cui sta conversando non è la Sinclair, Root stordisce la spia con un taser, la lega a una sedia, e minaccia di torturarla per ottenere il nome della figura coinvolta nella costruzione della struttura che ospita La Macchina (ovvero Lawrence Szilard). Tuttavia, l'arrivo degli agenti del Consigliere Speciale costringe la hacker a scappare prima di venire catturata.
Determinata ad ottenere il nome di Szilard e a conoscere la posizione dell'IA, Root rivela quindi poco tempo dopo al Consigliere la sua vera identità e lo tortura. In questo modo, la donna apprende che l'ex operativa CIA Kara Stanton ha caricato un virus nel sistema informatico di un laboratorio del Dipartimento della Difesa americano per infettare La Macchina, per conto della Decima Technologies, un'azienda interessata a prendere il controllo dell'IA. In seguito la hacker scopre, inoltre, che nel preciso momento il cui il malware causerà il riavvio della Macchina, l'IA chiamerà una cabina telefonica conosciuta solo da Finch rivelando al destinatario della telefonata indizi per rintracciare il proprio hardware. Di conseguenza, Root minaccia di uccidere Grace Hendricks, l'ex fidanzata di Harold, per costringerlo ad aiutarla a rispondere alla chiamata. Il 29 aprile 2013 Finch e Root raggiungono la New York Public Library, dove si trova il telefono prescelto da Harold, e la donna ordina all'informatico di reindirizzare la chiamata verso un'altra cabina telefonica a loro vicina, per permetterle di anticipare gli agenti della Decima. Finch ubbidisce, e tuttavia riesce a creare anche un collegamento verso un telefono presso il quale si trova Reese, consentendo pure a quest'ultimo di mettersi in contatto con l'IA. Non appena scocca la mezzanotte del 30 aprile, sia Root che John acquisiscono così una linea diretta con La Macchina, denominata "God Mode" (Modalità Dio) per 24 ore.
Dopo aver eliminato i sicari di Decima grazie all'aiuto dell'onniveggente IA, Root individua e localizza con le nuove informazioni a disposizione Lawrence Szilard. L'ingegnere viene ucciso da un cecchino del governo prima che possa dire qualcosa, ma Harold, non sopportando di vedere altri morti, finalmente ammette di conoscere egli stesso la locazione della Macchina, ovvero l'impianto nucleare di Hanford, nello Stato di Washington. Root e Finch raggiungono l'impianto dove dovrebbe essere nascosta l'IA al termine delle 24 ore di God Mode ma, una volta entrata, la donna scopre con stupore che La Macchina si era "spostata da sola" in un luogo sconosciuto, e che il virus che l'aveva colpita era, in realtà, un sofisticato strumento di protezione progettato da Harold per rendere l'IA capace di sfuggire a minacce come quelle di Decima. Furiosa con Finch per essere stata tradita, la hacker gli punta la propria pistola contro, ma ella viene colpita alla spalla sinistra da Shaw, arrivata con Reese giusto in tempo per salvare Finch. A quel punto John, Harold e Sameen fuggono dal Consigliere Speciale, prendendo Root ferita con loro e portandola in una struttura psichiatrica. Poco tempo dopo, mentre Root cammina lungo un corridoio del nosocomio, riceve improvvisamente una telefonata dalla Macchina, che chiede se può sentirla. La donna risponde: "Assolutamente".

### Terza stagione
La Macchina, ora libera dal controllo umano grazie al virus, recluta Root (che nel frattempo si trova nello Stoneridge Hospital di New York, con l'alias Robin Farrow, come paziente dello psichiatra Ronald Carmichael) assegnandole la qualifica di "Interfaccia Analogica" (ovvero di intermediaria fra l'IA e il mondo fisico). La hacker diventa inoltre l'unica persona che può parlare costantemente con la Macchina, la quale comunica con la donna per alcuni mesi allo scopo di "rieducarla" e restituirle un equilibrio mentale accettabile, e la convince a non tentare la fuga dall'ospedale senza la propria autorizzazione.
Durante le sessioni con il dottor Carmichael, Root sostiene di sentire "voci", riferendosi cripticamente all'IA, e lo psichiatra, avendo scoperto che la donna ha rubato il suo cellulare pur di mantenere il contatto con la Macchina, la mette in isolamento privandola di dispositivi tecnologici. Durante una successiva seduta, Root spiega allo psichiatra che essere separata dalla Macchina "non le fa bene", ma Carmichael afferma che le voci che sente sono illusioni. A quel punto la hacker per convincere lo psichiatra che ciò che sta vivendo è reale, rivela di conoscere tutti i segreti più oscuri della vita del medico, i quali le sono stati riferiti proprio dall'IA. Inoltre, Root spiega che una divinità nata undici anni prima (La Macchina stessa) l'ha scelta per compiere una misteriosa missione e che essa sta cercando di convincerla a non uccidere il dottore.
Carmichael inizia a pensare che le "voci" potrebbero essere reali, perciò la hacker ottiene di nuovo l'accesso ad un cellulare e può parlare di nuovo con l'IA. Qualche tempo dopo, La Macchina avverte Root che deve fuggire dal manicomio, perché è stata individuata dall'ISA. La donna hackera il sistema di riciclaggio dell'aria, e con l'aiuto dell'IA diffonde nella struttura, durante un'altra seduta con lo psichiatra, del desflurano attraverso l'impianto di aerazione facendo perdere conoscenza alle persone presenti nel posto tranne a lei stessa e al dottore. Dopo aver atteso la dispersione del gas, Root lascia l'ufficio di Carmichael, portandosi dietro il medico, ma arriva l'agente dell'ISA Robert Hersh che apre il fuoco su entrambi. I due si nascondono, e seguendo le indicazioni della Macchina, l'Interfaccia spara ad Hersh, ferendolo. Root vorrebbe eliminarlo, ma l'IA le dice di non farlo, e la donna ubbidisce e se ne va.
A questo punto, La Macchina assegna a Root l'amministrazione dei "necessari" (una neonata categoria di numeri legati alla salvaguardia dell'IA stessa) e affida alla donna per prima cosa il compito di salvare Jason Greenfield, uno hacker tenuto prigioniero dalla CIA e voluto morto dalla Vigilance, un'organizzazione terroristica alfiera della libertà di privacy, ricorrendo all'aiuto di Shaw. Root rapisce allora Sameen e la convince a collaborare con lei, rivelando a Shaw dettagli sulla morte del padre di quest'ultima che solo La Macchina poteva conoscere. Grazie all'assistenza di Sameen, Root si infiltra nel furgone blindato in cui la CIA trasporta Greenfield, e quando il convoglio viene attaccato dalla Vigilance, ella riesce a farlo scappare e a fargli raggiungere la Colombia. Root viene poi circondata da due membri della Vigilance, ma è soccorsa da Shaw, la quale però le dà un pugno per vendicarsi del rapimento subito. La hacker viene quindi presa prigioniera da Finch ed è rinchiusa da questi in una gabbia di Faraday per impedirle di comunicare con l'IA.
Nei giorni successivi, Harold e Root discutono più volte riguardo all'anomalo legame che si è venuto a creare fra la donna e La Macchina. Finch afferma che intende tenere Root in cattività per il bene di quest'ultima, in quanto la relazione fra l'IA e la hacker è molto pericolosa. Root replica dicendo che in realtà Harold è soltanto geloso dell'intimità del rapporto tra la donna e la Macchina, e che tenerla imprigionata è controproducente in quanto l'IA l'ha reclutata in previsione di qualche evento futuro che la hacker e il creatore della Macchina dovranno affrontare insieme. Durante lo scontro finale di Reese e di Joss Carter contro l'HR, inoltre, Root chiede a Finch di liberarla per poter dare una mano al resto della squadra. Finch si rifiuta e Reese e Lionel Fusco, che rischiano seriamente di morire durante la missione, devono trarsi in salvo da soli.
La situazione di Root giunge a una svolta quando Patrick Simmons, l'unico membro dell'HR scampato all'arresto dopo la distruzione dell'organizzazione, riesce a uccidere la Carter senza che La Macchina possa far qualcosa per impedirlo. John, infatti, seppure reduce da gravi ferite, tenta a tutti i costi di vendicare la detective rintracciando da solo il capo dell'HR Alonzo Quinn, in quel momento sotto la custodia dell'FBI, e Simmons per ucciderli. Poiché né Finch, né Shaw e neanche Fusco riescono a trovare Reese per fermarlo, Sameen convince Harold a liberare Root. Grazie all'assistenza dell'IA, la hacker localizza John e neutralizza quasi da sola una squadra di mafiosi russi intenzionata a eliminare Quinn. Terminata la missione, la donna decide infine di tornare di sua spontanea volontà nella gabbia di detenzione come atto di cortesia nei confronti di Finch.
Poco tempo dopo, Root spinge Harold, ancora scosso per i precedenti avvenimenti, ad occuparsi del nuovo numero della Macchina, l'informatico Arthur Claypool, facendo capire così a Finch di aver trovato un sistema per comunicare con l'IA a dispetto della reclusione. Successivamente La Macchina avvisa la hacker che Harold, Sameen e Arthur sono stati catturati dall'ISA, la quale è intenzionata ad appropriarsi di Samaritan, l'IA creata segretamente da Claypool, e l'aiuta ad evadere dalla base della squadra di Finch. Root raggiunge e salva i tre prigionieri, ma stavolta non riesce a evitare di essere catturata da Hersh. A quel punto, la hacker viene torturata da Controllo, il capo operativo dell'ISA, la quale vuole scoprire la natura del legame fra La Macchina e Root per sfruttarlo a proprio vantaggio. Quest'ultima spiega alla donna che considera l'IA "la sua forza, la sua ragione di esistere, la sua amica" e che, contrariamente a quanto pensa Controllo, non è lei a usare La Macchina ma è l'esatto contrario. Controllo accende, allora, il cellulare di Root, ripristinando la linea di comunicazione fra la donna e l'IA, ma effettua nel contempo una stapedectomia sulla hacker, privandola dell'udito dall'orecchio destro, e la minaccia di renderla totalmente sorda e muta, incapace di comunicare con La Macchina. A quel punto Root rivela, però, che dal momento della riattivazione del telefonino l'IA stava già inviando alla hacker una serie di messaggi in Codice Morse su frequenze hertz non recepibili dall'udito della non più giovane Controllo, e grazie alle indicazioni della Macchina Root mette fuori combattimento gli agenti ISA e punta un coltello alla gola della propria carceriera. Prima di scappare, la hacker fa inoltre da portavoce all'IA, la quale comunica a Controllo di non tentare più di fare del male alle proprie Risorse e le spiega che i suoi piani sono volti a proteggere tutti, anche la stessa Controllo.

### Quarta stagione
Dopo l'attivazione di Samaritan La Macchina fornisce delle nuove identità ai protagonisti, Root compresa. Però, a differenza degli altri, Root può cambiare identità ogni 2 giorni. Questa nuova identità non piace a Shaw che le esprime il suo disappunto. Intanto la Macchina da delle missioni specifiche a Root per tentare di sconfiggere Samaritan tra cui rubare un bazooka, sgominare una banda di lettoni, intraprendere missioni pericolose di sabotaggio. Sempre Root scopre che Samaritan ha truccato le elezioni statali a New York facendo vincere la Pèrez. Così insieme ad Harold Root cerca di trovare qualche informazione per screditare la donna, che però muore durante un comizio. Sul luogo si scopre che c'era Martine Rousseau, un agente di Samaritan. Root, Shaw e Finch cercano di salvare Lee, che crede in un complotto per la morte della neogovernatrice. Dopo una battaglia a colpi di mitra con la Rousseau, il team riesce a salvare il loro numero Lee. Root capisce che il piano di Samaritan era quello di far vincere la Pèrez per poi ucciderla e manipolare così il suo vice, divenuto nel frattempo nuovo governatore. Nell'episodio Guerra fredda Samaritan invita Root a parlare con la sua interfaccia, che si scopre poi essere un bambino. Samaritan per destabilizzare la società fa crollate la borsa di Wall Street, dove Root e gli altri si ritrovano per stabilizzare la borsa. Li però Shaw viene rapita dopo aver baciato Root. Dopo una ricerca a Maple insieme a John con la speranza di trovare Sameen, Root intraprende una serie di missioni con la speranza di ritrovarla. Negli ultimi atti della quarta stagione la donna si ricongiunge con Finch e Reese e insieme comprimono la Macchina in una valigetta facendo sì che Samaritan non la trovi.

### Quinta stagione
Root e Finch cercano di far ripristinare le normali funzioni della Macchina, ma incontrano numerosi bug. Riescono però a riparare la Macchina nel secondo episodio . Dopo aver riparato l'IA Root continua a cercare Shaw ma aiuta anche Reese e Finch con i numeri. Nell'episodio Il codice La Macchina manda l'hacker da un ufologo conduttore di una trasmissione radio, Max Greene, che ha scoperto delle misteriose interferenze che Root scopre provenire da Samaritan, che così può comunicare con i suoi agenti che riescono a comprendere i codici. Così Root riesce a mandare un messaggio a Shaw mentre Samaritan ha inviato un agente sul posto, tramortito da Reese arrivato in soccorso della donna. La hacker dice a Greene di non parlare nella sua trasmissione del codice ma lui non la ascolta venendo così ucciso da del gas immesso nella stanza da dove trasmette dalla segretaria, che si scopre lavorare per Samaritan. Poco tempo dopo Root ritrova Shaw che però vuole continuare da sola a uccidere gli agenti di Samaritan, credendo che sia tutta una simulazione. La donna riesce a convincere Shaw che così si ricongiunge con il resto del gruppo. Nell'episodio Il giorno in cui il mondo sparì Root inserisce un potenziamento dell'IA, per dare una voce alla Macchina, ma Harold chiude il sistema. Sempre Harold perde la sua copertura e così tutta la squadra, compreso Elias, si adopera per salvarlo. Mentre Root cerca di portare Finch al sicuro Jeff Blackwell, un agente nemico, spara a Root che muore poco dopo. Finch viene portato in carcere e grazie ad una cabina scopre che La Macchina ha scelto la voce di Root.